# Сливченко, Вадим Николаевич
Вадим Николаевич Сливченко (укр. Вадим Миколайович Сливченко; род. 28 марта 1970, Харьков) — советский и украинский хоккеист, нападающий.

## Биография
Воспитанник харьковского хоккея, выступал за харьковское «Динамо» и киевский «Сокол». Уехал за границу в 1992 году, до 1996 года играл за разные команды США в Хоккейной лиге Восточного побережья. Выступал на протяжении четырёх лет за команду «Хьюстон Аэрос», собирался перейти в «Милуоки Эдмиралс», но в последний момент сделка сорвалась. В «Хьюстоне» выступал с Егором Башкатовым в одной команде, а также встречал своего бывшего одноклубника по харьковскому «Динамо» Олега Шаргородского. Набрал 52 очка в 81 матчах «Хьюстона» в сезоне ИХЛ 1995/1996.
В 1996 году перешёл в «Айсшпорт Винер», в составе которого стал серебряным призёром чемпионата Австрии 1998/1999. После расформирования клуба выступал в Швеции за «Ферьестад», а затем перешёл в немецкий чемпионат, где выступал за «Швеннингер Уайлд Уингз», «Франкфурт Лионс», «Крефельд Пингвин» и «Вёльфе Фрайбург». Карьеру завершил в 2008 году в клубе «Уилинг Нэйлерз».
Вадим также занимался инлайн-хоккеем: играл в первой профессиональной хоккейной лиге Roller Hockey International за клубы «Портленд Рэйдж» и «Сакраменто Ривер Рэтс».
За сборную Украины играл на чемпионатах мира 1999 и 2001 годов, а также на Олимпиаде-2002. После завершения игровой карьеры занялся бизнесом в США: основатель компании All Year Sports Galaxy, продающей портативные синтетические катки.